# Apassa de Carras
Apassa (em persa médio: *Apasā) foi um oficial persa do século III, ativo durante o reinado do xá Sapor I (r. 240–270). Segundo sua inscrição, era dabir (secretário) e fez uma estátua do rei, que em retorno recompensou-o generosamente. É provável que fosse mais que um secretário, talvez um governador.